# Gonomyia (Gonomyia) chalaza
Gonomyia (Gonomyia) chalaza is een tweevleugelige uit de familie steltmuggen (Limoniidae). De soort komt voor in het Palearctisch en Oriëntaals gebied.